# Kamel Eltaïef
Kamel Eltaïef (arabe : كمال اللطيف), né en 1955 à Hammam Sousse, est un lobbyiste et homme d'affaires tunisien influent dans le milieu politique.

## Biographie
Né en 1955 à Hammam Sousse dans le Sahel tunisien, il s'installe à Tunis en 1973. Ami de Mezri Chekir, alors conseiller du Premier ministre Mohamed Mzali, il fait la connaissance de Zine el-Abidine Ben Ali en 1978. En 1983, il quitte l'entreprise de travaux publics fondée par son père Youssef et lance avec son frère Raouf une entreprise de matériaux de construction, la SOMACO. S'appuyant sur ses réseaux, il obtient un accès aussi bien au ministère de l'Intérieur qu'à l'ambassade des États-Unis.
Devenu très proche de Ben Ali, natif de la même ville que lui, il l'aide dans son ascension politique, devenant l'un des instigateurs de sa prise de pouvoir le 7 novembre 1987. Kamel Eltaïef est ensuite considéré comme l'homme fort du régime, même s'il n'occupe aucune fonction officielle. À l'été 1992, il est cependant éloigné du sérail : il l'attribue à son soutien à la Ligue tunisienne des droits de l'homme alors qu'une autre version l'attribue à l'influence de la nouvelle épouse du président, Leïla. Qualifiant le régime de mafieux dans Le Monde du 30 octobre 2001, il est arrêté le 5 novembre puis condamné le 12 février 2002 à un an de prison.
Kamel Eltaïef est recontacté par Ben Ali pour lui demander des conseils le 10 janvier 2011, quatre jours avant sa fuite durant la révolution. En mai de la même année, le public apprend, dans une interview publiée sur Facebook, que l'ancien ministre de l'Intérieur Farhat Rajhi accuse Kamel Eltaïef d'être le chef d'un gouvernement de l'ombre,. Par la suite, des SMS qui lui auraient été destinés sont interceptés par un avocat, Me Cherif Jebali, qui l'accuse d'avoir été l'instigateur de plusieurs soulèvements populaires en 2012. Un an après le dépôt d'une plainte, une enquête est ouverte pour complot contre la sûreté de l'État. Dans le même temps, des fuites dans la presse montrent qu'il entretient des contacts avec des cadres du ministère de l'Intérieur et plus largement toute la classe politique. Eltaïef est interdit de quitter le territoire le 1er novembre 2012, alors qu'il dénonce les motivations politiques de ces accusateurs. La justice classe définitivement l'affaire le 2 juin 2014.
Le 11 février 2023, Kamel Eltaïef est arrêté par la police pour des présomptions de « complot contre la sûreté de l'État et entente pour renverser le régime en place » selon Ghazi Chaouachi.
Il est marié et père de deux enfants.